# Derby della Lanterna
De Derby della Lanterna (Derby van de Lantaarn) is de voetbalderby van de Italiaanse stad Genua, die gaat tussen Sampdoria en Genoa CFC. De naam verwijst naar de vuurtoren van de stad. Het is een van de vier grote stadsderby's die Italië rijk is.
De twee clubs delen niet alleen hun thuisstad, maar ook het stadion: sinds de oprichting van Sampdoria in 1946 spelen ze beide in het Stadio Luigi Ferraris. Terwijl Genoa CFC, opgericht in 1893, de oudste profvoetbalclub van Italië is, is Sampdoria over het algemeen succesvoller. Doordat Genoa in 1995 wegens een omkoopschandaal werd teruggezet naar de Serie C en pas in 2007 terugkeerde in de hoogste divisie moest de stad het jaren doen zonder derby. Desondanks is de rivaliteit tussen de Blauwgeringden (Blucerchiatti) van Sampdoria en de Griffioenen (Griffioni) van Genoa zeer hoog.
Het belang van deze wedstrijd voor de beide clubs gaat boven alle andere wedstrijden en prijzen. Dit werd onderstreept door Sampdoria-trainer Walter Mazzarri toen hij eind 2008 vijf belangrijke spelers spaarde in de wedstrijd in de groepsfase van de UEFA-cup tegen Standard Luik (gevolg: een 3-0-verlies en risico van uitschakeling) om ze rust te geven voor de derby vier dagen later. Het hielp echter niet. Op 7 december 2008 won Genoa met 1-0 van Sampdoria in de 52e uitvoering van de derby in de Serie A.
Anno 2023 heeft de derby 107 keer plaatsgevonden waaronder 16 keer in de Serie B, 13 in de Coppa Italia en 78 keer in de Serie A. Sampdoria won hiervan 42 wedstrijden, Genoa 26.